# Ajak Deng
Ajak Deng (7 de diciembre de 1989) es una modelo australiana.

## Primeros años
Deng nació en Sudán del Sur. Su familia se trasladó a Melbourne, Australia cuando ella tenía 11 años en condición de refugiados; tiene 7 hermanos.

## Carrera
Sus primeros trabajos en el mundo de la moda incluyeron anuncios para Benetton y desfiles para Valentino, Lavin, Givenchy,  
Chloé, Maison Martin Margiela, Dior, Jean-Paul Gaultier, Oscar de la Renta, Alexander Wang, y Marc by Marc Jacobs. También ha modelado para Calvin Klein, Levi’s, Louis Vuitton, Gap, Inc., Nine West, Kate Spade, MAC Cosmetics, Kenzo, Topshop, Rick Owens, Thom Browne, Jason Wu, Hermès, Belstaff, Emilio Pucci, Sally Hansen, Thakoon, y Valentino.
Deng dejó el modelaje por un breve periodo durante 2016.
Audicionó para el papel de Chica Bond pero fue rechazada.